# Сан-Хуан-де-Сабинас (муниципалитет)
Сан-Хуан-де-Сабинас (исп. San Juan de Sabinas) — муниципалитет в Мексике, штат Коауила, с административным центром в городе Нуэва-Росита. Численность населения, по данным переписи 2020 года, составила 42 260 человек.

## Общие сведения
Название муниципалитета составное: San Juan дано в честь святого Иоанна, а Sabinas — в знак растущих по берегам местной реки сабиновых деревьев.
Площадь муниципалитета равна 802 км², что составляет 0,53 % от площади штата, а наивысшая точка — 480 метров, расположена в поселении Ла-Салада.
Он граничит с другими муниципалитетами Коауилы: на севере и западе с Мускисом, а на востоке и юге с Сабинасом.

## Учреждение и состав
Муниципалитет был образован 13 мая 1869 года, но 20 января 1906 года от него был отделён новый муниципалитет Сабинас, в его состав входит 66 населённых пунктов, самые крупные из которых:
| Код INEGI                  | Населённый пункт                                                                           | Численность населения (2005 год) | Численность населения (2010 год) | Численность населения (2020 год) |
| -------------------------- | ------------------------------------------------------------------------------------------ | -------------------------------- | -------------------------------- | -------------------------------- |
| 032                        | Всего                                                                                      | 40115                            | 41649                            | 42260                            |
| 0014                       | Нуэва-Росита (исп. Nueva Rosita) 27°56′02″ с. ш. 101°13′01″ з. д. (административный центр) | 36639                            | 38158                            | 39058                            |
| 0001                       | Сан-Хуан-де-Сабинас (исп. San Juan de Sabinas) 27°55′46″ с. ш. 101°18′12″ з. д.            | 1431                             | 1415                             | 1257                             |
| 0033                       | Санта-Мария (исп. Santa María) 27°59′04″ с. ш. 101°25′32″ з. д.                            | 627                              | 705                              | 590                              |
| 0016                       | Пасо-дель-Койоте (исп. Paso del Coyote) 27°56′55″ с. ш. 101°15′15″ з. д.                   | 429                              | 398                              | 408                              |
| 0034                       | Сауседа-дель-Наранхо (исп. Sauceda del Naranjo) 27°55′20″ с. ш. 101°24′27″ з. д.           | 209                              | 220                              | 201                              |
| 0025                       | Ранчо-Нуэво (исп. Rancho Nuevo) 27°57′56″ с. ш. 101°22′48″ з. д.                           | 116                              | 132                              | 157                              |
| —                          | Прочие                                                                                     | 664                              | 621                              | 589                              |
| Названия на карте Генштаба |                                                                                            |                                  |                                  |                                  |

## Экономическая деятельность
По статистическим данным 2000 года, работоспособное население занято по секторам экономики в следующих пропорциях:
- сельское хозяйство, скотоводство и рыбная ловля — 2,5 %;
- промышленность и строительство — 43,3 %;
- торговля, сферы услуг и туризма — 52,2 %;
- безработные — 2 %.

## Инфраструктура
По статистическим данным 2010 года, инфраструктура развита следующим образом:
- электрификация: 98,1 %;
- водоснабжение: 98,5 %;
- водоотведение: 94,9 %.

## Фотографии

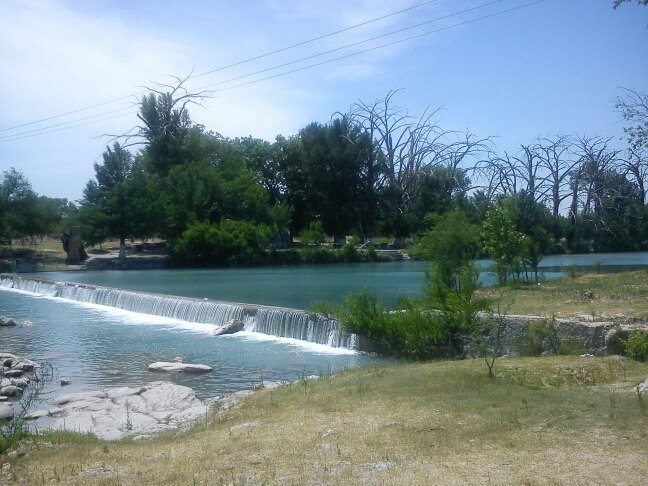
Река Сабинас